# 에이미 리
에이미 리(Amy Lee, 1981년 12월 13일 ~ )는 미국의 싱어송라이터로, 에반에센스의 일원으로 활동하고 있다.